# NGC 1162
NGC 1162 ist eine elliptische Galaxie vom Hubble-Typ E0 im Sternbild Eridanus am Südsternhimmel. Sie ist schätzungsweise 174 Millionen Lichtjahre von der Milchstraße entfernt und hat einen Durchmesser von etwa 70.000 Lichtjahren.

Im selben Himmelsareal befindet sich unter anderem die Galaxie IC 271.
Das Objekt wurde am 27. November 1785 vom deutsch-britischen Astronomen Wilhelm Herschel entdeckt.